# Frøslev (Mors)
 Denne artikel omhandler byen Frøslev (Mors). Der er også andre byer med dette navn, se Frøslev.
Frøslev er en landsby på det centrale Mors i Limfjorden med 251 indbyggere  (2024), beliggende fem kilometer syd for Øster Jølby, ni kilometer vest for Nykøbing og 23 kilometer syd for Thisted.
Byen ligger i Region Nordjylland og hører til Morsø Kommune. Frøslev er beliggende i Frøslev Sogn.